# سومیلو بوبه مایگا
سومیلو بوبه مایگا (انگلیسی: Soumeylou Boubèye Maïga؛ زادهٔ ۸ ژوئن ۱۹۵۴ – درگذشته ۲۱ مارس ۲۰۲۲) سیاست‌مدار اهل مالی بود. وی از ۳۰ دسامبر ۲۰۱۷ تا ۱۸ آوریل ۲۰۱۹ نخست‌وزیر این کشور بود.

## زندگی شخصی و مرگ
مایگا در ۲۱ مارس ۲۰۲۲ در سن ۶۷ سالگی در حالیکه همچنان در بازداشت بود در باماکو درگذشت.